# Sphaerocera ecuadoria
Sphaerocera ecuadoria är en tvåvingeart som beskrevs av Richards 1965. Sphaerocera ecuadoria ingår i släktet Sphaerocera och familjen hoppflugor. Inga underarter finns listade i Catalogue of Life.